# Рэндолф, Джейн
Джейн Рэндолф (англ. Jane Randolph), имя при рождении Джейн Рёмер (англ. Jane Roemer; 30 октября 1915 года — 4 мая 2009 года) — американская киноактриса 1940—1950-х годов.
За время своей карьеры Рэндолф сыграла в таких значимых фильмах, как «Люди-кошки» (1942), «Брат Сокола» (1942), «Сокол наносит ответный удар» (1943), «Проклятие людей-кошек» (1944), «Ревность» (1945), «Агенты казначейства» (1947), «Подставили!» (1947), «Открытый секрет» (1948) и «Эбботт и Костелло встречают Франкенштейна» (1948).

## Ранние годы жизни и начало карьеры
Джейн Рэндолф, имя при рождении Джейн Рёмер, родилась 30 октября 1915 года в Янгстауне, Огайо, её отец был известным проектировщиком сталелитейных заводов.
Она выросла в Кокомо, Индиана, а после окончания школы изучала медицину в Университете ДеПау в Гринкасле, Индиана. В 1939 году она отправилась в Голливуд в школу драматического мастерства Макса Рейнхардта.

## Карьера в кинематографе
В 1941 году в возрасте 26 лет Джейн заключила контракт с кинокомпанией Warner Bros, согласно которому она была направлена в школу подготовки молодых талантов. Однако после окончания школы студия дала актрисе лишь эпизодические роли в четырёх фильмах.
Впервые Рэндолф появилась на экране в фильме нуар Warner Bros «Энергия» (1941), где сыграла эпизодическую роль приёмщицы шляп. В том же году она сыграла роль певицы в военной драме «Пикирующий бомбардировщик» (1941) с участием Эррола Флинна, которого Рэндолф позднее описала как «бабника», но всё равно «потрясающего»: «Женщины сами его преследовали, и он не мог каждый раз говорить нет».
В 1942 году Рэндолф позировала для обложки армейского журнала Yank, став одной из самых популярных пин-ап девушек своего времени. В этом же году она была одной из двух моделей, позировавших для создания танца на льду в полнометражном рисованном мультфильме Уолта Диснея «Бэмби» (1942). В том же году Рэндолф заключила контракт со студией RKO Radio Pictures, где провела несколько следующих лет на производстве картин категории В. В общей сложности на студии она сделала пять фильмов, включая атмосферный фильм ужасов «Люди-кошки» (1942) и его сиквел «Проклятие людей-кошек» (1944).

В классическом фильме нуар «Люди-кошки» (1942) Рэндолф сыграла Элис Мур, коллегу и возлюбленную главного героя, которую «терроризирует зловещая женщина-кошка, о сверхъестественном присутствии которой можно только догадываться, но её нельзя увидеть». В одной из сцен фильма Элис, «высокая, шикарная блондинка в длинном бежевом пальто и потрясающей шляпке 1940-х годов» поздним вечером нервно идёт домой по тротуару в Центральном парке. Стакатто её высоких каблуков отбивается всё чаще на пустынной тенистой улице. Она слышит шаги за спиной. Она убеждена в том, что её преследует звероподобное существо. В ужасе она ускоряет шаг. Деревья угрожающе гнутся на ветру. Неожиданно раздаётся визг тормозов и шипящий звук открывающихся дверей автобуса, после чего водитель говорит ей: «У Вас такой вид, будто вы только что видели привидение», на что она отвечает: «А вы что, не видели?». Позднее в фильме Элис отправляется поплавать в закрытый клубный бассейн. Снова она одна. Она слышит звук, похожий на рычание какой-то крупной кошки. Она быстро ныряет в бассейн и держится на плаву. Свет, отражённый от поверхности бассейна, даёт увидеть тревожные, ползущие по стенам тени. Она криком зовёт на помощь. Когда она выбирается из бассейна, то обнаруживает, что её одежда порвана в лохмотья. 

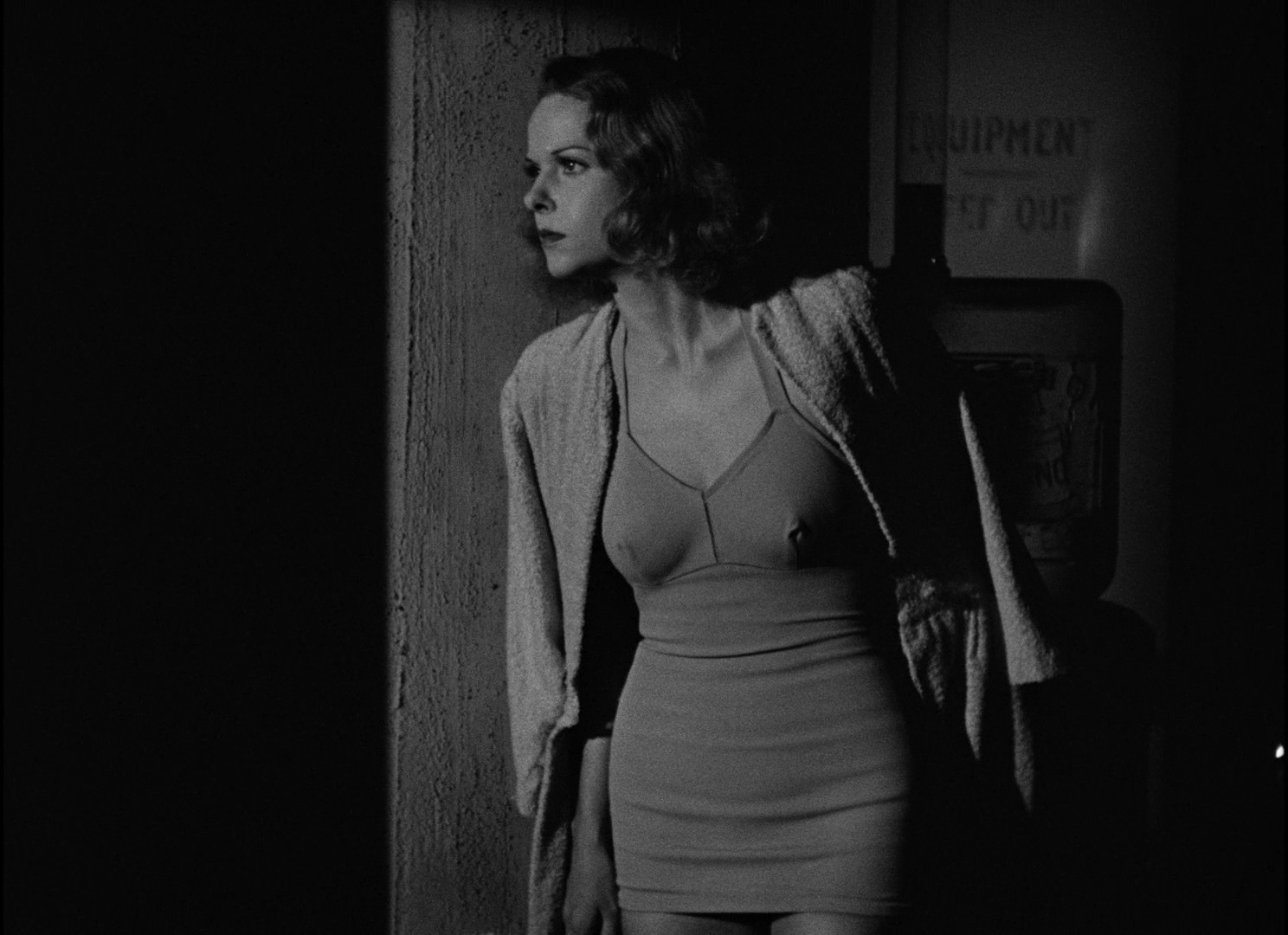
Джейн Рэндолф в фильме «Люди-кошки» (1942)

Как написала «Телеграф», «критики восторгались этими сценами как одними из самых напряжённых в истории кино». По мнению кинообозревателя Роналда Бергана, «эти две сцены настолько сильны, потому что продюсер фильм Вэл Льютон показал ужас через намёк на него, а не через его непосредственную демонстрацию, а также потому, что Элис, которую великолепно сыграла Рэндолф, это не робкая, пугливая девушка, а интеллигентная, здравомыслящая, свободная женщина. Она суррогат зрителей, а её крики — это наши крики. Блондинка Рэндолф является представителем нормальности, антитезой своей соперницы, таинственной, темноволосой женщины-кошки (Симоны Симон)». Как отметил историк кино Грегори Уильям Мэнк, «Элис в исполнении Рэндолф была нетипичной для своего времени карьерной женщиной, которая чувствовала себя комфортно в офисе, где её окружали мужчины — она курила, была сообразительной и остроумной с мудрой сексуальной привлекательностью, что ещё более контрастировало с фригидностью, исходившей от Симоны Симоне в роли девушки-кошки». Журнал «Голливуд Репортер» назвала эту роль лучшей работой Рэндолф в кино, а Variety предрёк, что Рэндолф ожидают ещё лучшие роли. Фильм стал одним из самых популярных у RKO и в буквальном смысле спас студию от разорения. В 1993 году фильм был отобран Библиотекой Конгресса США в Национальный реестр фильмов как «культурно, исторически и эстетически значимый».
В 1942 году Рэндолф сыграла главную женскую роль бесстрашной журналистки Марсии Брукс в фильме «Брат Сокола» (1942) из популярного детективного киносериала с Джорджем Сэндерсом в роли аристократа и детектива-любителя Ги Лоуренса, известного как Сокол. Год спустя Рэндолф повторила свою роль очередном фильме сериала «Сокол наносит ответный удар» (1943), в котором Сокола сыграл брат Сэндерса Том Конуэй. В 1944 году Рэндолф сыграла в квази-сиквеле «Людей-кошек» под названием «Проклятие людей-кошек» (1944), который был не столько психологическим хоррором, сколько фэнтези-мелодрамой. Рэндолф снова сыграла Элис Мур, которая вышла замуж и воспитывает маленькую дочь, у которой есть невидимый друг, «призрак» женщины-кошки. Как отметил киновед Хэл Эриксон, в этой картине Рэндолф «умело справилась со своим сложным текстом».

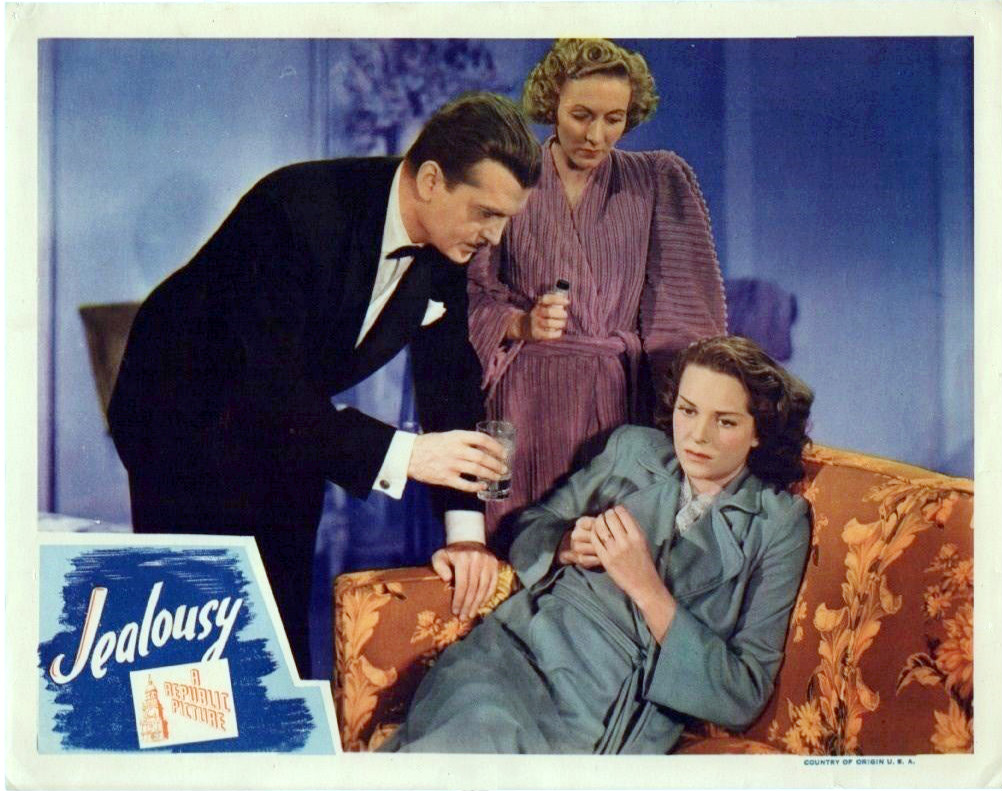
Джейн Рэндолф на рекламной открытке фильма «Ревность» (1945)

Со студии RKO Рэндолф перешла на низкобюджетные студии, где сыграла в трёх фильмах нуар подряд. На студии Republic Pictures вышел фильм нуар «Ревность» (1945), история о замужней женщине-водителе такси Джанет Урбан (Рэндолф), у которой начинается роман с успешным доктором Брентом (Джон Лодер). Когда её пьющего мужа-драматурга находят мёртвым, Джейн признают виновной в его убийстве. Однако Брент перед приведением приговора в исполнение женится на Джанет, а затем успевает найти улики, указывающие на настоящего убийцу. Как отмечено в «Телеграф», во время съёмок «венгерский режиссёр Густав Махаты тайно давал Рэндолф специальные таблетки, чтобы она более естественно могла передать состояния ступора» в одной из сцен. Современные историки кино оценивают картину достаточно позитивно. Так, Майкл Кини назвал её «в меру увлекательным детективом с хорошей операторской работой, но без особенных сюрпризов», а Артур Лайонс отметил, что «благодаря атмосферной режиссуре и хорошей актёрской игре получился захватывающий фильм».
Лучшей картиной Рэндолф этого периода, по мнению Бергана, был фильм нуар «Подставили!» (1947) режиссёра Энтони Манна, где актриса сыграла небольшую, но яркую роль. «Телеграф» назвал её персонажа «брюнеткой-мегерой» и «сексуальным косметологом», а Берган — «сладострастной роковой женщиной, которая ввязывается в драку с чистой девушкой в исполнении Шейлы Райан». Как отметил современный киновед Крейг Батлер, обе актрисы «работают очень хорошо, а стычка между ними доставляет особое наслаждение». Киновед Джефф Стаффорд также обратил внимание на игру «побочных преступных персонажей», среди которых выделяется «злобная любовница-алкоголичка в исполнении Джейн Рэндолф».
Затем Рэндолф сыграла ещё в одной картине Энтони Манна на студии Eagle-Lion Films — полу-документальном фильме нуар «Агенты казначейства» (1948), который рассказывал о борьбе правительственных агентов с бандой фальшивомонетчиков. Рэндолф сыграла в этом фильме важную роль правой руки главаря мафиозной банды, которая поставляет из Китая бумагу для печати фальшивых денег.
В своей следующей картине, политическом детективе «Открытый секрет» (1948) Рэндолф вместе с мужем (Джон Айрленд) разоблачает тайную антисемитскую организацию.
Кроме того, в 1946—1948 годах Рэндолф сыграла роли второго плана в фильме «В быстрой компании» (1946) с участием парней из Бауэри, в вестерне про приключения ковбоя Хопалонга Кэссиди «Золото дурака» (1947), а также и в комедийном триллере «Эбботт и Костелло встречают Франкенштейна» (1948), где она сыграла белокурую привлекательную подругу главной героини, которая находит дневник Франкенштейна. Это была её последняя значимая работа в кино, после которой она показалась лишь в небольшом эпизоде в исторической мелодраме «Та леди» (1955).

## Актёрское амплуа и оценка творчества
Историк кино Хэл Эриксон отметил, что Рэндолф была эффектной «бывшей моделью», которая, по словам «Телеграф», «играла главные роли ранимых женщин в классических фильмах нуар 1940-х годов». По словам историка кино Гэри Брамбурга, Рэндолф была «уравновешенной и красивой актрисой с непродолжительной карьерой в 1940-е годы». Более всего она известна благодаря ролям уязвимых женщин в атмосферных фильмах ужасов «Люди-кошки» (1942) и «Проклятие людей кошек» (1944), а также в фильмах нуар «Ревность» (1945) и «Подставили!» (1947). Всего за период с 1941 по 1948 год Рэндолф снялась более чем в 20 фильмах, среди которых, по мнению Бергана, «„Люди-кошки“ выделяются особо».

## Личная жизнь
Первым мужем Рэндолф был голливудский агент Берт д’Арманд, с которым она развелась в 1949 году.
В 1949 году Рэндолф вышла замуж за влиятельного бизнесмена из Испании Хайме дель Амо, после чего ушла из шоу-бизнеса. Большую часть времени пара проводила в Мадриде, активно участвуя в светской жизни города. После смерти мужа в 1966 году Рэндолф вернулась в Лос-Анджелес, однако периодически жила в семейном доме в Швейцарии.

## Смерть
Джейн Рэндолф умерла 4 мая 2009 года в возрасте 93 лет в Гштаде, Швейцария, от осложнений после операции на бедре. У неё осталась дочь Кристина.

## Фильмография
| Год  |    | Русское название                          | Оригинальное название                     | Роль                                               |
| ---- | -- | ----------------------------------------- | ----------------------------------------- | -------------------------------------------------- |
| 1941 | ф  | Энергия                                   | Manpower                                  | девушка в гардеробе для шляп (в титрах не указана) |
| 1941 | ф  | Пикирующий бомбардировщик                 | Dive Bomber                               | певица (в титрах не указана)                       |
| 1941 | ф  | Один шаг в раю                            | One Foot in Heaven                        | мать (в титрах не указана)                         |
| 1942 | ф  | Зверь мужского пола                       | The Male Animal                           | секретарша (в титрах не указана)                   |
| 1942 | ф  | Шоссе ночью                               | Highways by Night                         | Пегги Фогарти                                      |
| 1942 | ф  | Брат Сокола                               | The Falcon's Brother                      | Марсия Брукс                                       |
| 1942 | ф  | Люди-кошки                                | Cat People                                | Эллис Мур                                          |
| 1943 | ф  | Сокол наносит ответный удар               | The Falcon Strikes Back                   | Марсиа Брукс                                       |
| 1944 | ф  | Проклятие людей-кошек                     | The Curse of the Cat People               | Эллис Рид                                          |
| 1944 | ф  | Тем временем, дорогая                     | In the Meantime, Darling                  | миссис Джерри Армстронг                            |
| 1945 | ф  | Ревность                                  | Jealousy                                  | Джанет Урбан                                       |
| 1945 | тф | Первая полоса                             | The Front Page                            | Пегги Грант                                        |
| 1945 | ф  | Неплохой шанс                             | The Sporting Chance                       | Памела Херрик                                      |
| 1946 | ф  | В быстрой компании                        | In Fast Company                           | Марианн Маккормик                                  |
| 1946 | ф  | Таинственный мистер М                     | The Mysterious Mr. M                      | Марина Ламонт                                      |
| 1946 | ф  | Золото дурака                             | Fool's Gold                               | Джесси Диксон                                      |
| 1947 | ф  | Подставили!                               | Railroaded!                               | Клара Кэлхоун                                      |
| 1947 | ф  | Агенты казначейства                       | T-Men                                     | Диана Симпсон                                      |
| 1948 | ф  | Открытый секрет                           | Open Secret                               | Нэнси Лестер                                       |
| 1948 | ф  | Эбботт и Костелло встречают Франкенштейна | Bud Abbott Lou Costello Meet Frankenstein | Джоан Рэймонд                                      |
| 1955 | ф  | Та леди                                   | That Lady                                 | (в титрах не указана)                              |